# Hendaye

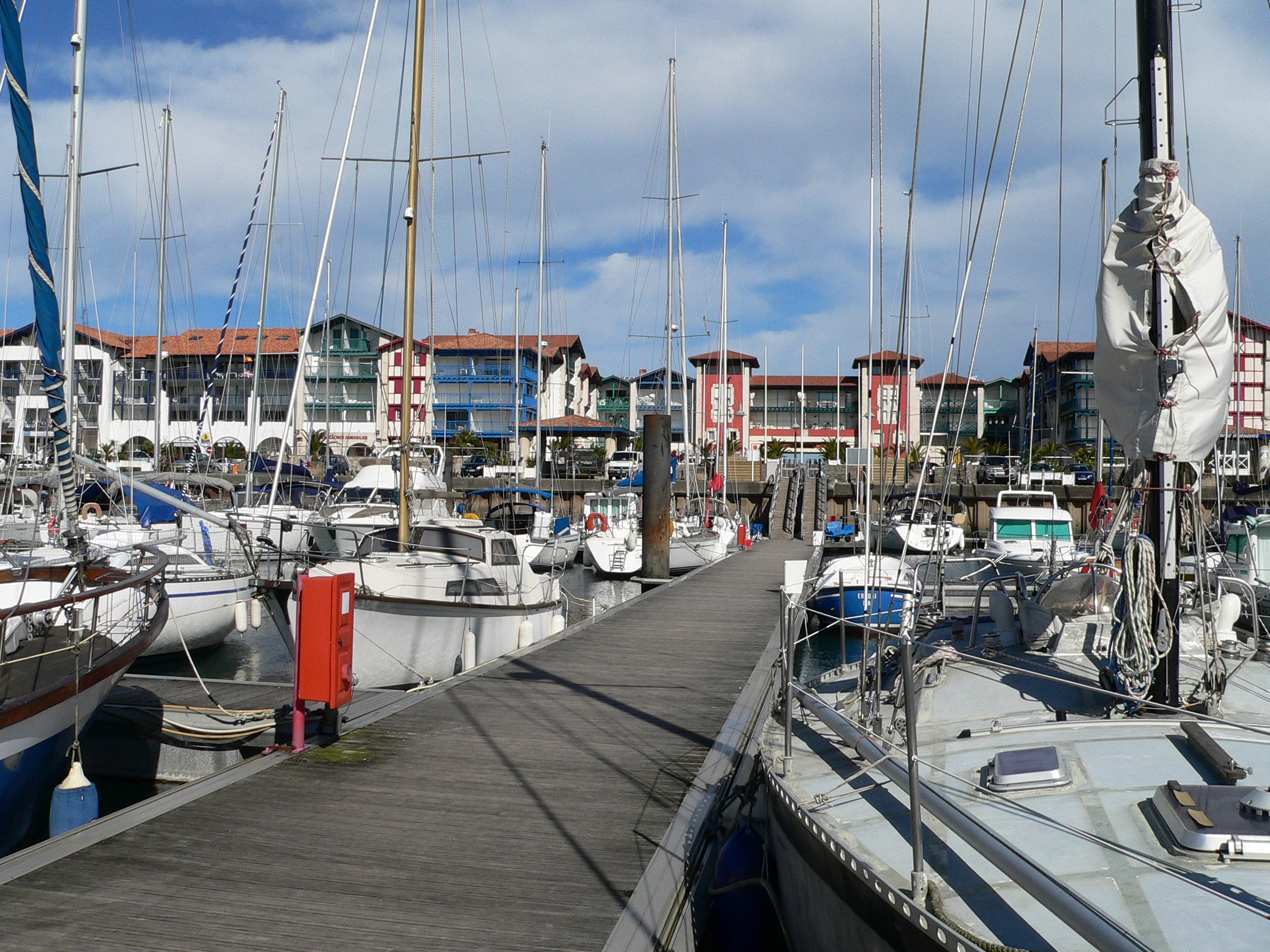
Port żaglowy w Hendaye

Hendaye – miejscowość i gmina we Francji, w regionie Nowa Akwitania, w departamencie Pireneje Atlantyckie.
Według danych na rok 1990 gminę zamieszkiwało 11 578 osób, a gęstość zaludnienia wynosiła 1456 osób/km² (wśród 2290 gmin Akwitanii Hendaye plasuje się na 32. miejscu pod względem liczby ludności, natomiast pod względem powierzchni na miejscu 1206.).